# Гурджаанский муниципалитет
Гурджаанский муниципалитет (Гурджанский; груз. გურჯაანის მუნიციპალიტეტი gurǰaanis municipʼalitʼetʼi) — муниципалитет в Грузии, входящий в состав края Кахетия. Находится на востоке Грузии, на территории исторической области Кахетия. Административный центр — Гурджаани. С 2006 года является муниципалитетом.

## История
Большая часть территории Гурджаанского муниципалитета относилась к части Херети, входила в состав Веджинского саэриставо (территориальная единица в старой Грузии). В 70-х годах XV века после того, как саэриставо были заменены на самоураво (приставства), территория была поделена на самоураво (Веджини, Велисцихе, Калаури, Шашиани, Ахашени, Джимити, Чумлаки и др.).
Гурджаани — муниципалитет в крае Кахети. Он был населен с древних времен, здесь найдены стоянки людей каменного века. Территория муниципалитета была плотно населена как во время бронзового века, так и в античные времена и феодальную эпоху. Название "Гурджаани "имеет турецкое происхождение: слово «гурдж» — турецкое и означает «грузин», а «Гурджаани» стоянку, место, где жили грузины.

## Административное устройство
Гурджаанский муниципалитет представляет собой совокупность населенных пунктов, который имеет административные границы, административный центр-город Гурджаани. Гурджаани имеет представительный избирательный орган (сакребуло) и исполнительный орган (мерия), регистрирует население, имеет собственное имущество, бюджет, взносы. Муниципалитет является юридическим лицом. Сакребуло и Мэриа Гурджаанского муниципалитета избирают сроком 4 года. Последние выборы были проведены в 2021 году.
В муниципалитете объеденены 24 административные единицы.

### Список населённых пунктов
В состав муниципалитета входит 31 населённый пункт, в том числе 1 город (население по переписи 2014 года
- Гурджаани (груз. გურჯაანი): 8024
- Арашенда (груз. არაშენდა): 1109
- Ахашени (груз. ახაშენი): 2420
- Бакурцихе (груз. ბაკურციხე): 2574
- Вазисубани (груз. ვაზისუბანი): 2862
- Вачнадзиани (груз. ვაჩნაძიანი): 1529
- Веджини (груз. ვეჯინი): 2935
- Велисцихе (груз. ველისციხე): 4508
- Гурджаани (груз. გურჯაანი): 3738
- Дарчети (груз. დარჩეთი): 409
- Джимити (груз. ჯიმითი): 1205
- Дзиркоки (груз. ძირკოკი): 1120
- Зегаани (груз. ზეგაანი): 443
- Земо-Качрети (груз. ზემო კაჭრეთი): 671
- Зиари (груз. ზიარი): 44
- Калаури (груз. კალაური): 1976
- Карданахи (груз. კარდანახი): 3873
- Кахипари (груз. კახიფარი): 171
- Качрети (груз. კაჭრეთი): 1958
- Китаани (груз. ყიტაანი): 271
- Кодало (груз. ქოდალო): 346
- Колаги (груз. კოლაგი): 1046
- Мелаани (груз. მელაანი): 1079
- Мукузани (груз. მუკუზანი): 919
- Наниани (груз. ნანიანი): 506
- Пховели (груз. ფხოველი): 5
- Чалаубани (груз. ჩალაუბანი): 897
- Чандари (груз. ჭანდარი): 1678
- Череми (груз. ჭერემი): 28
- Чумлаки (груз. ჩუმლაყი): 3651
- Шашиани (груз. შაშიანი): 2342

## География
Гурджаанский муниципалитет граничит с 5-ю административными муниципалитетами. С запада граничит с Сагареджойским муниципалитетом, с юко-востока с Сигнахским муниципалитетом, с северо-запада с Телавский муниципалитетом, с севера — Кварельским муниципалитетом, с востока — с Лагодехским муниципалитетом.
В крае Кахети Гурджаани является самой малой административно-территориальной единицей. Площадь Гурджаани — 846,0 км², сельскохозяйственные угодья занимают 39 430 га, общая полощадь лесного покрытия составляет 27 730 га. Административным центом является город Гурджаани.
Территория Гурджаанского муниципалитета относится к умеренно-влажной субтропической климатической области. На плоскогорье в восточной части установлен умеренно — влажный климат, с умеренной зимой и жарким летом. На Гомборском хребте умеренный влажный климат, с длительным летом. На Иверском плоскогорье сухой субтропический климат, с умеренно-холодной зимой и жарким летом.
Средняя годовая температура-12,4 °C; средняя температура во время самого холодного месяца зимы-в январе −0,9 °C, а самого жаркого месяца-августа-— 23,6 °C.
Среднее годовое количество осадков на большей части территории до 800 мм, а в части плоскогорья осадков все меньше, то есть сокращается до 500—600 -ти.
Главная река муниципалитета — Алазань, с маловодными, короткими притоками (Чермисхеви, Шромисхеви, Чалаубнисхеви, Цилиана и др.).

### Рельеф
Рельеф в Гурджаанском муниципалитете в основном низкогорный, местами — среднегорный рельеф. Основная высота территории над уровнем моря колеблется от 300—450 метров до 850—1000 метров. Муниципалитет распространен в бассеине реки Алазань. В центральной части возвышается средненизкогорный хребет. Он выстроен из меловых и неогенных глин, песчаников, известняков, конгломератов и туфогенных осадочных пластов.
Самая молодая геологическая формация из них-т. н. Ряд Циви, сумная мощность которой почти 2000 м. Гидрологическая сеть Гомборского хребта в основном маловодная, расчленена на мелкие и частые малые долинные сети. На ней горы: Циви, Манависциви, Гомбори, Верона, Кода, Жатисмта, Мтавари моцкале, Тбисцвери, Харистави, и др. Из переходов отмечают Чалаубанский перевал(750 м над уровнем моря). Вне территории Гурджаанского района высота Гомборского хребта постепенно снижается, преобразуется в холм-бугорок и соединяется с Иорским плоскогорьем.
В юго-западную часть муниципалитета врезается часть Иорского плоскогорья. Она состоит в основном и четвертовых неогенных глин, песочников, богата известняками и конгломератами. Характеризуется плоско-холмовым рельефом. В переделах муниципалитета Иорское плоскогорье представляет собой волнистую плоскость, высота его 400—500 м. В данной местности склоны плоскогорья поделены на малого размера долины-хеви, образуя сети.
В восточной части Гурджаанского муниципалитета распространяется Алазанское средигорное плоскогорье. В пределах муниципалитета длина Алазанского плоскогорья около 32 км, а ширина-13-14 км, высота-от 380 до 450 метров. Оно построено из четвертовой глины, булыжника, песчаника. Формирование плоскогорья началось с периода неогенного. Оседает и в нынешнее время. В большей части Алазанская долина характеризуется идеальной плоскостью.
Изредка, местами встречаются невысокие холмы, осложняющие плоский вид.
Интересна Ахтала, которая расположена на высоте 412 метров над уровнем моря. Ее лечебный фактор состоит из псевдовулканической грязи, которую изпользуют в лечебных целях. На ее базе построен курорт Ахтала.

### Внутренние воды
Муниципальна гидрологическая сеть не густая. Территория в основном изрезана сетью с узкими, сухими долинами-хеви. Большая чать безводная и сухая. Главная речная артерия река Алазани и ее маловодные, короткие притоки. В рамках муниципалитета основным притоками являются Чермисхеви, Паприсхеви, Шромисхеви, Чалаубнисхеви,Цилиана, Мгврие хеви. Самое большое физическо-географическое значение из них имеет река Чермисхеви, которая берет начало на среднегорной зоне Гомборского хребта, на высоте 1118 м над уровнем моря.
До села Черами река направляется в направлении юго-востока, после же течение реки значительно изменчиво. При выходе на Алазанской долине малая часть реки разветвляется. Дина реки Чермисхеви — 35 км, площадь бассей 155 км2. Его питание происходит с помощью снеговых, дождевых, и подземных вод. Средняя годовая трата-1, 8 м3/сек.
Главным притоком реки Чермисхеви является река Паприсхеви (длина 22м), которое берет начало в зоне низкогорья Гомборского хребта.
В Гурджаанском муниципалитете побольше река-Лакбе, которое представляет собой левый приток реки Иори. Лакбе берет начало на Гомборском хребте. Дина-32 км. Питается водами снеговыми, дождевыми, подземными. Весной ей характерно половодье. Главными притоками являются: Каратхеви, Джимитисцкали (правый приток), Мкрали оле (левый приток).

### Климат
Территория Гурджаанского муниципалитета относится к области с климатом умеренно-влажно-субтропическим. Здесь ярко выражена высотная зональность климата. На востоке плоскогорья развит умеренно влажный климат, с умеренной зимой и жарким летом.
На Гомборском хребте умеренно-влажный климат, здесь лето долгое. На Иорском плоскогорье сухой субтропический степной климат, с умеренно-холодной зимой и довольно жарким лесом.
Средняя годовая температура на высоте 420 м над уровнем моря 12,4 °C, в январе 0,9 °C, в августе 23,6 °C. Осадки-до 800 мм, в общем на большей части выпадает 800 мм осадков. Однако на плоскогорье выпадает количество осадков до 500—600 мм.
Для местного климата характерны довольно сильные ливневые дожди.

### Почва
На конусообразных выносах и на склонах Гомборского хребта развита лесная коричневая почва, в верхних частях господствует лесная бурая почва средней и малой толщины. На территории плоскогорья внешнего Кахети встречается черная почва малой и средней толщины. На Алазанской долине господствуют аллювические и безкарбонатные почвы.

### Флора и фауна

#### Фауна
В данной местности довольно богатое количество представителей фауны, встречаются: волк, заяц, шакал, крот, ласка; в лесах можно встретить бурого медведя, косулю, дикую свинью. Среди грызунов-полевка, леная мышь, соня-полчок и др.
Ортофауну составляют: перепел, фазан, ворона, кеклик, дрозд и др;
Из пресмыкающих: ящерица, несколько видов змей и черепаха.

#### Флора
На предгорье Гомборского хребта растет шиповник, боярышник, колючее держидерево и др.
В низкогорье растут дубравы, грабовые, и другие широколиственные растения.
Вдоль реки Алазани распространены фрагменты лесных рощ. Первичная растительность правобережья реки Алазани представлена в основном в виде леса, на сегодняшний день сохранена только в той части Алазани, которая находится на территории Гурджаани.
На Иорском плоскогорье распространены растения: боярышник, бородач и колючие степные кусты.

## Население
По состоянию на 1 января 2018 года численность населения муниципалитета составила 53 104 жителя, на 1 января 2014 года — 69,0 тыс. жителей.
Согласно переписи 2002 года население района (муниципалитета) составило 72 618 чел. По оценке на 1 января 2008 года — 70,2 тыс. чел.
| Грузины       | 70 048 | 97,98 %  |
| Армяне        | 964    | 0,67 %   |
| Осетины       | 863    | 0,64 %   |
| Русские       | 460    | 0,48 %   |
| Азербайджанцы | 158    | 0,08 %   |
| Украинцы      | 36     | 0,05 %   |
| Аварцы        | 32     | 0,04 %   |
| Греки         | 16     | 0,02 %   |
| всего         | 72 618 | 100,00 % |

| Грузины       | 63 494 | 98,45 %  |
| Армяне        | 573    | 0,50 %   |
| Осетины       | 467    | 0,49 %   |
| Русские       | 140    | 0,26 %   |
| Азербайджанцы | 48     | 0,09 %   |
| Украинцы      | 38     | 0,07 %   |
| Греки         | 19     | 0,03 %   |
| Езиды         | 18     | 0,03 %   |
| другие        | 40     | 0,07 %   |
| всего         | 54 337 | 100,00 % |

## Образование
В гурджаанском муниципалитете 25 общеобразовательных школ, 37 детских садов, в муниципалитете 13 библиотек, в городе Гурджаани находится библиотека им. Шота Руставели. На базе данной библиотеки функционирует винная библиотека.

## Культура
В селе Карданахи функционирует дом-музей известного грузинского поэта Иосифа Нонешвили. Музей был открыт в 1986 году.
В селе Гурджаани в 1981 году открыт музей имени известной грузинской киноактрисы Нато Вачнадзе. В 2008 году зданию музея был присвоен статус памятника недвижимого культурного наследия.
В селе Вачнадзиани находится сельский исторический музей им. Георгия Маисурадзе. Музей был открыт в 1966 году в жилом доме, который принадлежал дворянину Левану Джандиери, построенному в 1889 году.
В городе Гурджаани находится мемориальный музей Славы. Музей представляет собой мемориальный комплекс и посвящен памяти погибших героев во II мировой войне. На территории музея сооружен амфитеатр, монумент «Отец солдата», который сделан из бронзы, весом 80 тонн, высота-20 м. Построена стена, на которой высечены фимилии павших героев.
В селе Веджини открыт музей известного грузинского академика, основоположника грузинской физиологической школы — Иване Бериташвили.
В селе Велисцихе с 1885 года функционирует народный театр. Театр носит имя Васо Годзиашвили.

### Фестивали и народные праздники
| Название                                    | Дата | Описание |
| ------------------------------------------- | ---- | --- |
| Гурджаанский винный фестиваль               | -    | В городе Гурджаани винный фестиваль проводится с 2017 года. Гости фестиваля могут попробовать и приобрести вина, разного типа, цвета, и возраста, производимые крестянами в малых и больших погребах. Так же чача и разные напитки. На фестивале представлены кулинарные изделия, изделия ручной работы местных производитей. Устраиваются выставки-продажи, устроены павильоны, где гости имеют возможность ознакомиться с процессом отжима винограда и приготовления татары (виноградный сок с мукой, для чурчхелы). Во время фестиваля выступают фолклорные группы и хореографические ансамбли. |
| Фруктовый фестиваль в Гурджаани             | -    | Цель ежегодного фестиваля состоит в популяризации данной отрасли-фруктоводства в регионе Кахетии и поощрение фермеров и производителей, занятых в этом направлении. Гости фестиваля имеют возможность попробовать и приобрести фрукты, разного рода продукты, изготовленные из местных сезонных фруктов: натуральные соки, варенья, сухофрукты, алкогольные напитки и др. |
| Гурдажаанский сырный и кулинарный фестиваль | -    | Цель фестиваля-развитие и популяризация кулинарии как отрасли. В рамках фестивалягрузинские и зарубежные шеф повара с помощью современной технологии готовят блюда и показывают мастер классы. Параллельно проводится дегустация сыра и сырных изделий, молочных продуктов, проводится выставка-продажа. |

## Спорт
В Гурджаанском муниципалитет функционирует 49 спортивных кружков. В городе Гурджаани есть шахматный клуб.

## Экономика
Ведущей отраслью является сельское хозяйство, в основном виноградарство и животноводство. Культура лозы занимает 20 % сельскохозяйственных угодий. Главной отраслью является виноделие. В районе несколько винных и спиртных заводов, также производственные предприятия малых размеров разного профиля. На территории муниципалитета проходит железнодорожный путь и автомобильная магистраль.

## Достопримечательности
В Гурджаанском муниципалитете насчитывается около 400 архитектурных памятников, в том числе сохранились храмы V и VI веков. Самым известным храмом муниципалитета считается Гурджаанская Квелацминда. Среди основных памятников муниципалитета: Вачнадзианская Квелацминда (VIII век), Собор Богоматери в Череми, храм Санагире, монастырь в Зегаани, храм Сабацминда (XVII), храм Святого Николая (VI), храм «Квавис» в Ахашени, храм Св. Татьяны в Гурджаани, комплекс Амаглеба (Вознесенский) в Веджини, храм Квелацминда в Веджини, и иные.
| Храмы Гурджаанского муниципалитета                        |
| --------------------------------------------------------- |
| - Гурджаанская Квелацминда - Сабацминда - Хр. Св. Николая |

## Знаменитые горожане
| Фото | имя и фамилия           | Годы      | Описание |
| ---- | ----------------------- | --------- | --- |
|      | Иосиф Нонешвили         | 1918-1980 | Грузинский поэт |
|      | Иван Бериташвили        | 1885-1974 | Грузинский академик, физиолог, основоположник физиологической школы в Грузии                                          |
|      | Реваз Миндорашвили      | 1976      | Грузинский спортсмен, олимпийский чемпион, чемпион мира и Европы по свободной борьбе                                  |
|      | Григол Перадзе          | 1899-1942 | Грузинский теолог, историк, архимандрит, профессор. В 1995 году православная церковь Грузии и Польши признала святым. |
|      | Коте Апхази             | 1867-1923 | Грузинский общественный и военный деятель.                                                                            |
|      | Нато Вачнадзе           | 1904-1953 | Грузинская киноактриса                                                                                                |
|      | Джон Малхаз Шаликашвили | 1936-2011 | Генерал армии США |
|      | Мзия Давиташвили        | 1949      | Вокалистка, певица, педагог                                                                                           |
|      | Тинатин Мгвдлиашвили    | 1955      | Грузинская поэтесса, художница, общественная деятельница                                                              |
|      | Ростом Сагинашвили      | 1940-2022 | Грузинский певец (тенор)                                                                                              |
|      | Карло Коберидзе         | 1931-2017 | Грузинский писатель, поэт                                                                                             |
|      | Леван Мугалашвили       | 1875-1955 | Грузинский певец, лотбар                                                                                              |
|      | Мака Пурцеладзе         | 1988      | Грузинская шахматистка                                                                                                |
|      | Гиви Берикашвили        | 1933-2017 | Грузинский актер театра и кино                                                                                        |
|      | Реваз Милдиани          | 2007      | Грузинский спортсмен-силовик, чемпион Европы                                                                          |
|      | Александр Заврашвили    | 1996      | Грузинский спортсмен по армрестлингу, чемпион мира и Европы                                                           |

## Побратимые города
- Пясечно (воеводство, Польша);
- Поважска-Бистрица (район, Словакия);
- Лагуардия (город, Испания);
- Пакруойис (муниципалитет, Литва);
- Куусало (город, Эстония);
- Витебская область, городской район (Белорусь) ;
- Винники (город, Украина).[26]